# Santa Claus (1898)
Santa Claus er en britisk stumfilm fra 1898 af George Albert Smith.